# Gianfranco Baldazzi
Gianfranco Baldazzi (Bolonia,  28 de julio de 1943 – 25 de junio de 2013) fue un letrista, productor musical, escritor y periodista italiano.

## Biografía
Baldazzi comenzó su carrera como actor. Activo desde la segunda mitad de la década de los 60, escribió canciones para Mina, Lucio Dalla,  Gianni Morandi, Ornella Vanoni, Peppino di Capri, Ron entre otros. Fue también productor, y entre 1991 y 1994 fue director artístico de la marca Pressing. Comoe scritor, Baldazzi escribió varios libros sobre la historia de la música italiana, biografías y la novela histórica ambientada en la Edad Media, "Il Silenzio della Cattedrale". También colaboró como periodiara en revistas, diarios y en la cadena de televisió RAI International.

## Publicaciones
- La canzone italiana del Novecento (Newton Compton, 1988), una historia de la canción italiana desde Enrico Caruso hasta Eros Ramazzotti
- I nostri cantautori (Thema, prima edizione 1990), una historia de la canción artístiva italiana desde Odoardo Spadaro hasta hoy
- Dalla (Muzio, prima edizione 1990), una biografía del cantante Lucio Dalla, contada por un amigo de su ciudad natal
- Le parole che cantavamo (50&PIÙ, Le Perle della Memoria, 2004)
- Lucio Dalla. L'uomo degli specchi (Minerva Edizioni, 2013) con fotos de Roberto Serra

## Canciones escritas por Gianfranco Baldazzi
| Año  | Título                               | Letrista/s                            | Compositor                         | Cantante           |
| ---- | ------------------------------------ | ------------------------------------- | ---------------------------------- | ------------------ |
| 1970 | Sylvie                               | Gianfranco Baldazzi e Sergio Bardotti | Lucio Dalla                        | Lucio Dalla        |
| 1970 | Dolce Susanna                        | Gianfranco Baldazzi e Sergio Bardotti | Lucio Dalla                        | Rosalino           |
| 1970 | Fumetto                              | Gianfranco Baldazzi e Sergio Bardotti | Lucio Dalla                        | Lucio Dalla        |
| 1970 | Occhi di ragazza                     | Gianfranco Baldazzi e Sergio Bardotti | Lucio Dalla                        | Gianni Morandi     |
| 1970 | Dimmi cosa aspetti ancora            | Gianfranco Baldazzi e Sergio Bardotti | Daniela Casa                       | Dominga            |
| 1971 | Itaca                                | Gianfranco Baldazzi e Sergio Bardotti | Lucio Dalla                        | Lucio Dalla        |
| 1971 | Il colonnello                        | Gianfranco Baldazzi e Sergio Bardotti | Lucio Dalla                        | Lucio Dalla        |
| 1971 | La casa in riva al mare              | Gianfranco Baldazzi e Sergio Bardotti | Lucio Dalla                        | Lucio Dalla        |
| 1971 | Strade su strade                     | Gianfranco Baldazzi e Sergio Bardotti | Lally Stott                        | Lucio Dalla        |
| 1971 | Per due innamorati                   | Gianfranco Baldazzi e Sergio Bardotti | Lucio Dalla                        | Lucio Dalla        |
| 1971 | L'ultima vanità                      | Gianfranco Baldazzi e Sergio Bardotti | Lucio Dalla                        | Lucio Dalla        |
| 1972 | Se mi davi retta                     | Gianfranco Baldazzi                   | Memmo Foresi e Luigi Lopez         | Fiorella Mannoia   |
| 1972 | Se mi davi retta                     | Gianfranco Baldazzi e Tony Cucchiara  | Marcello Valci                     | Giuliana Valci     |
| 1972 | Piazza Grande                        | Gianfranco Baldazzi e Sergio Bardotti | Rosalino Cellamare e Lucio Dalla   | Lucio Dalla        |
| 1972 | Quando verranno i giorni             | Gianfranco Baldazzi e Sergio Bardotti | Piero Piccioni                     | Mireille Mathieu   |
| 1972 | Nata libera                          | Gianfranco Baldazzi e Sergio Bardotti | Piero Piccioni                     | Mireille Mathieu   |
| 1972 | Principessa                          | Gianfranco Baldazzi e Sergio Bardotti | Rosalino Cellamare                 | Gianni Morandi     |
| 1973 | Da sabato a lunedì                   | Gianfranco Baldazzi                   | Rosalino Cellamare e Lucio Dalla   | Rosalino Cellamare |
| 1973 | Non svegliarti                       | Gianfranco Baldazzi                   | Rosalino Cellamare                 | Rosalino Cellamare |
| 1973 | Leggende d'Oltrepò                   | Gianfranco Baldazzi                   | Rosalino Cellamare                 | Rosalino Cellamare |
| 1973 | Radar                                | Gianfranco Baldazzi                   | Rosalino Cellamare                 | Rosalino Cellamare |
| 1973 | Senza sogni, senza amici, senza casa | Gianfranco Baldazzi                   | Rosalino Cellamare                 | Rosalino Cellamare |
| 1973 | Rosa d'amore                         | Gianfranco Baldazzi                   | Rosalino Cellamare                 | Rosalino Cellamare |
| 1973 | I bimbi neri non san di liquirizia   | Gianfranco Baldazzi                   | Rosalino Cellamare                 | Rosalino Cellamare |
| 1973 | Era la terra mia                     | Gianfranco Baldazzi                   | Rosalino Cellamare                 | Rosalino Cellamare |
| 1973 | Il mio papà ed io                    | Gianfranco Baldazzi                   | Rosalino Cellamare                 | Rosalino Cellamare |
| 1973 | Disegno libero                       | Gianfranco Baldazzi                   | Rosalino Cellamare                 | Rosalino Cellamare |
| 1973 | Il carrarmato disarmato              | Gianfranco Baldazzi                   | Rosalino Cellamare                 | Rosalino Cellamare |
| 1973 | La grande città industriale          | Gianfranco Baldazzi                   | Rosalino Cellamare                 | Rosalino Cellamare |
| 1973 | Quelli delle medie                   | Gianfranco Baldazzi                   | Rosalino Cellamare                 | Rosalino Cellamare |
| 1973 | Alla fine della scuola               | Gianfranco Baldazzi                   | Rosalino Cellamare                 | Rosalino Cellamare |
| 1973 | Da grande farò il maestro            | Gianfranco Baldazzi                   | Rosalino Cellamare                 | Rosalino Cellamare |
| 1973 | La scuola che vorrei                 | Gianfranco Baldazzi                   | Rosalino Cellamare                 | Rosalino Cellamare |
| 1975 | Esperienze                           | Gianfranco Baldazzi                   | Rosalino Cellamare                 | Rosalino Cellamare |
| 1975 | Tuo fratello (che fa i computer)     | Gianfranco Baldazzi                   | Rosalino Cellamare                 | Rosalino Cellamare |
| 1975 | Colori, forme, voci e odori          | Gianfranco Baldazzi                   | Rosalino Cellamare                 | Rosalino Cellamare |
| 1975 | La mia scimmia                       | Gianfranco Baldazzi                   | Rosalino Cellamare                 | Rosalino Cellamare |
| 1975 | Non ti lascio andare via             | Gianfranco Baldazzi                   | Rosalino Cellamare                 | Rosalino Cellamare |
| 1975 | Fenomeni naturali                    | Gianfranco Baldazzi                   | Rosalino Cellamare                 | Rosalino Cellamare |
| 1975 | Il ponte                             | Gianfranco Baldazzi                   | Rosalino Cellamare                 | Rosalino Cellamare |
| 1975 | Né lui, né te, né l'odio, né l'amore | Gianfranco Baldazzi e Nicoletta Bauce | Nicoletta Bauce                    | Nicoletta Bauce    |
| 1977 | Ancora i nostri errori               | Gianfranco Baldazzi                   | Lino Rufo                          | Lino Rufo          |
| 1978 | Laura G.                             | Gianfranco Baldazzi                   | Lino Rufo                          | Lino Rufo          |
| 1978 | Battello senza marinai               | Gianfranco Baldazzi                   | Lino Rufo                          | Lino Rufo          |
| 1978 | Fuori dal corpo                      | Gianfranco Baldazzi                   | Lino Rufo                          | Lino Rufo          |
| 1978 | Alla Rai...                          | Gianfranco Baldazzi                   | Lino Rufo                          | Lino Rufo          |
| 1978 | La perdita di un paradiso            | Gianfranco Baldazzi                   | Lino Rufo                          | Lino Rufo          |
| 1978 | Amore in manicomio                   | Gianfranco Baldazzi                   | Tony Occhiello                     | Lino Rufo          |
| 1979 | Fuoco                                | Gianfranco Baldazzi                   | Lino Rufo/Vincenzo Pagliarini      | Lino Rufo          |
| 1980 | Ehi ci stai                          | Gianfranco Baldazzi e Goran Kuzminac  | Goran Kuzminac                     | Goran Kuzminac     |
| 1981 | Grande figlio di puttana             | Gianfranco Baldazzi e Lucio Dalla     | Gaetano Curreri e Giovanni Pezzoli | Stadio             |
| 1981 | Chi te l'ha detto                    | Gianfranco Baldazzi e Lucio Dalla     | Gaetano Curreri                    | Stadio             |
| 1982 | Cantare                              | Gianfranco Baldazzi                   | Edoardo Vianello                   | Edoardo Vianello   |